# 963e Vestingsbrigade
De 963e Vestingsbrigade (Duits: Festungs-Brigade 963) was een Duitse brigadestaf van de Wehrmacht tijdens de Tweede Wereldoorlog. Met name eind-1944 en in 1945 werd de brigade ook wel Vestingsbrigade Clotz genoemd (naar zijn commandant).

## Oprichting en krijgsgeschiedenis
De brigade werd opgericht op 4 juli 1944 op Limnos door omdopen van de daar al aanwezige staf Festungs-Infanterie-Regiment 963.
Tijdens de Duitse terugtrekking uit Griekenland werd de brigade op 16 oktober per schip geëvacueerd naar Thessaloniki. Daarna volgde een mars naar het noorden en de Macedonisch-Griekse grens werd overgestoken op 1 november. Daarna volgde de terugtocht noordwaarts met Heeresgruppe E door Macedonië, Kosovo en Oost-Bosnië gedurende november en december 1944. Op 2 januari 1945 voerde de brigade onder het 21e Bergkorps een aanval uit vanuit Sokolac naar Vlasenica. Ondanks het succes werd de brigade daarna door partizanen-eenheden ingesloten. Op 18 januari werd de brigade door de 22e Infanteriedivisie ontzet. Daarna volgden doorbraakgevechten in noordelijke richting, via Zvornik en Kozluk naar Bijeljina. Vanaf begin maart was de brigade in actie aan het Syrmische front. Op 12 april brak het grote Joegoslavische eindoffensief los. De brigade lag oostelijk van Vinkovci en werd op de eerste dag van het offensief volledig uit elkaar geslagen. Slechts restdelen trokken met de rest van de Duitse troepen terug naar het noordwesten.

## Commandanten
| Rang                   | Naam            | Begin         | Eind                   |
| ---------------------- | --------------- | ------------- | ---------------------- |
| Oberst Dr. Ernst Clotz | Dr. Ernst Clotz | augustus 1944 | minstens 12 april 1945 |

Vestingsbrigade Almers · Vestingsbrigade Belfort · Vestingsbrigade Korfoe · Vestingsbrigade Kreta · 1e Vestingsbrigade Kreta · 2e Vestingsbrigade Kreta · Vestingsbrigade Lofoten · Vestingsbrigade Sebastopol · 135e Vestingsbrigade · 939e Vestingsbrigade · 963e Vestingsbrigade · 964e Vestingsbrigade · 966e Vestingsbrigade · 967e Vestingsbrigade · 968e Vestingsbrigade · 969e Vestingsbrigade · 1017e Vestingsbrigade